# Loma Bonita, Guanajuato
Loma Bonita är en ort i Mexiko.   Den ligger i kommunen Romita och delstaten Guanajuato, i den centrala delen av landet, 300 km nordväst om huvudstaden Mexico City. Loma Bonita ligger 1 784 meter över havet och antalet invånare är 430.
Terrängen runt Loma Bonita är en högslätt. Runt Loma Bonita är det tätbefolkat, med 297 invånare per kvadratkilometer. Närmaste större samhälle är Silao, 11,0 km öster om Loma Bonita. Omgivningarna runt Loma Bonita är en mosaik av jordbruksmark och naturlig växtlighet.